# Giuseppe Antonio Fedrigoni
Giuseppe Antonio Fedrigoni (Verona, 1837 – 20 ottobre 1910) è stato un imprenditore italiano, fondatore delle cartiere Fedrigoni.

## Biografia
Nel 1888 Giuseppe Antonio Fedrigoni fonda nella zona di Basso Acquar di Verona le Cartiere Fedrigoni. Fedrigoni ottenne l'utilizzo di 10 000 metri quadrati di terreno in cambio di una spesa di 223.300 lire in 29 rate annuali.
Fu una delle prime aziende ad usufruire della forza motrice generata dal canale Camuzzoni, appena terminato, ottenendo da esso 127 cavalli dinamici per poter alimentare le macchine.
Gli anni successivi videro le cartiere espandersi notevolmente, assumendo nuovi operai e acquisendo maggior potenza motrice dal canale. Nel 1896 gli operai arrivarono a 147 unità e il volume di carta prodotta passò in un anno da 14 000 quintali a 20 000.
Il 20 ottobre 1910 Giuseppe Antonio Fedrigoni moriva lasciando la gestione dell'impresa ai figli: la direzione venne assunta dal figlio Antonio. Nel 1934 e nel 1936 le cartiere si espansero ulteriormente con l'acquisizione di terreni e di forza motrice.